# Barbara Dane
Pour les articles homonymes, voir Dane.
Barbara Jean Spillman, dite Barbara Dane, est une chanteuse américaine de folk, blues et jazz. Sa voix "d'alto à 24 carats" est reconnue comme l'une des grandes voix du mouvement pour la paix et contre le racisme aux États-Unis. 
Née le 12 mai 1927 à Détroit (Michigan), elle est morte  à 97 ans le 20 octobre 2024 à Oakland (Californie). Elle a créé son propre label afin de pouvoir recueillir et faire connaître et partager les chants de liberté et d'opposition qu'elle a reçu du monde entier.

## Biographie
Barbara Dane est née en Arkansas en 1927. 
Son père, joueur de bridge professionnel et gestionnaire d'un drugstore déménage à Détroit. Là Barbara Dane le voit refuser de servir un homme parce qu'il était noir. Elle en est profondément choquée. Durant ses dernières années de lycée, elle manifeste pour l'égalité raciale et se passionne pour le blues, qu'elle apprend à chanter, en s'accompagnant à la guitare.
En 1949, elle s'installe à San Francisco en Californie, où elle commence à se faire reconnaitre comme chanteuse folk et contributrice au revival du blues et du jazz. Elle accompagne le mouvement pour les droits civiques, tout en étant mariée (trois mariages successifs) et mère de famille.
Son premier mariage (1946-1950) a eu lieu avec le chanteur folk Rolf Cahn. Leur fils, Jesse Cahn, est lui-même devenu musicien folk.
Barbara Dane a aussi eu deux enfants de son deuxième mari (Byron Menéndez, bijoutier, dont elle a divorcé en 1963). Leur fils, Pablo Menéndez, dirige Mezcla, un ensemble musical multiculturel basé à Cuba. Nina Menéndez, la fille de Dane, est directrice artistique du Bay Area Flamenco Festival et du Festival Flamenco Gitano. 
En 1964, Barbara Dane épouse Irwin Silber, un militant du mouvement communiste américain et ancien rédacteur en chef du magazine Sing Out! Ils sont restés mariés jusqu'à la mort de Silber en 2010,. Ils résidaient à Oakland, en Californie.
Le 20 octobre 2024, Dane, atteinte d'insuffisance cardiaque, meurt par suicide assisté à son domicile d'Oakland, en vertu des dispositions du California End of Life Option Act. Elle avait 97 ans.

## Œuvre musicale, inspirations
Beaucoup de ceux qui l'ont découvert à la radio, chantant le blues, l'ont prise pour une femme noire, si bien qu'elle est surnommée « la Bessie Smith blanche ». Dans une Amérique du Nord encore raciste et ségrégationniste, B. Dane, Jeune femme blanche est fascinée par le blues et le jazz, qu'elle mettra à l'honneur en ouvrant au début des années 1960 un night club (Le Sugar Hill, dont elle est propriétaire), dédié à ces musiques à San Francisco, animé par les plus grands blueswomen et bluesmen de l'époque. Elle chante avec « Memphis Slim, Willie Dixon, Muddy Waters, la grande chanteuse de gospel Clara Ward ou encore l'un des bassistes de Duke Ellington qui sera son fidèle compagnon. Dans son répertoire, des reprises de blues, mais aussi des gospels dont elle modifie les paroles pour en effacer l'aspect religieux au profit du politique, comme dans sa célèbre chanson "I'm on my way" qui sonne comme un hymne ». Dans les années 1940/1950, elle est progressivement adoptée par la communauté des chanteurs de blues (souvent constituée de personnes déjà très âgées). Elle se fait connaitre dans les années 1960 en chantant avec Louis Armstrong et Muddy Waters à la télévision américaine, puis en chantant sa révolte contre la guerre, le racisme et le capitalisme, notamment dans les grandes manifestations pour la fin de la guerre au Vietnam (En 1973, elle publie un album folk-blues titré : I Hate The Capitalist System (je déteste le système capitaliste).
Elle est la première artiste américaine connue à se produire (en 1966) à Cuba peu après la révolution cubaine ; elle y chante l'Internationale avec le public, un moment qui l'a marqué.
En 1970, elle crée avec son mari Paredon Records, un label musical visant ) produire et faire connaitre les chansons protestataires et révolutionnaires du monde entier.

## Discographie
- 1957 : Trouble in Mind
- 1958 : A Night at the Ash Grove
- 1959 : Livin' with the Blues
- 1962 : On My Way
- 1962 : When I Was a Young Girl
- 1964 : Barbara Dane Sings the Blues With 12 and 6 String Guitar
- 1966 : Barbara Dane and the Chambers Brothers
- 1970 : FTA! Songs of the GI Resistance
- 1973 : I Hate the Capitalist System
- 1982 : When We Make It Through
- 1996 : Sometimes I Believe She Loves (avec Lightnin' Hopkins)